# 센티눔 전투
센티눔 전투는 제3차 삼니움 전쟁의 결정적인 전투로, 기원전 295년 이탈리아 마르케주의 현대 도시 사소페라토 옆 센티눔 근처에서 벌어졌다. 이 전투에서 로마군은 삼니움인, 에트루리아인, 움브리아인 및 세노네스 갈리아인의 강력한 연합을 격파했다. 로마는 부족 연합(에트루리아인, 움브리아인, 세노네스족은 전쟁에서 철수했다)을 해체하고 삼니움인에 대한 로마의 완전한 승리를 위한 길을 닦는 결정적인 승리를 거두었다. 센티눔 전투에 참여한 로마군은 집정관 푸블리우스 데키우스 무스와 퀸투스 파비우스 막시무스 룰리아누스가 지휘했다.

## 배경
제3차 삼니움 전쟁은 루카니아 사절단이 삼니움인들의 공격에 대한 로마의 도움을 요청하면서 시작되었다. 로마가 개입하면서 전쟁이 시작되었다. 이 시기 직전과 전쟁 첫 해 동안 로마는 에트루리아인들과도 전쟁을 벌이고 있었다. 기원전 297년 로마는 에트루리아인들이 평화를 간청할 것을 고려하고 있다는 소식을 접했다. 그 결과, 두 로마 집정관은 삼니움으로 진군하여 그곳에 작전을 집중했다. 퀸투스 파비우스는 티페르눔 전투에서 삼니움인을 격파했고, 푸블리우스 데키우스는 말레벤툼 근처에서 풀리아주에서 온 삼니움군을 격파했다. 두 집정관은 그 후 4개월 동안 삼니움을 황폐화시켰다. 파비우스는 또한 키메트라(위치 불명)를 점령했다.
기원전 296년, 퀸투스 파비우스와 푸블리우스 데키우스는 대리집정관으로 임명되어 삼니움에서 전쟁을 계속하기 위해 6개월간 군사 지휘권이 연장되었다. 푸블리우스 데키우스는 삼니움군을 그들의 영토 밖으로 몰아낼 때까지 삼니움을 황폐화시켰다. 삼니움군은 북쪽 에트루리아로 향하여 이전에 거부되었던 에트루리아인들과의 동맹 요청을 다시 추진했다. 삼니움 지휘관 겔리우스 에그나티우스는 에트루리아 의회를 소집할 것을 주장했다. 대부분의 에트루리아 도시 국가들은 공동 전쟁에 찬성 투표를 했다. 에트루리아 근처의 움브리아 부족들도 합류했으며 갈리아 용병을 고용하려는 시도도 있었다.
집정관 아피우스 클라우디우스 카이쿠스는 두 개의 군단과 15,000명의 동맹군을 이끌고 에트루리아로 출발했다. 다른 집정관인 루키우스 볼룸니우스 플람마 비올렌스는 이미 두 개의 군단과 12,000명의 동맹군을 이끌고 삼니움으로 떠났다. 아피우스 클라우디우스는 몇 차례 차질을 겪었으므로 루키우스 볼룸니우스는 돕기 위해 에트루리아로 갔다. 두 집정관은 함께 에트루리아인들을 물리쳤고, 루키우스 볼룸니우스는 대리집정관 임기가 만료될 예정이었으므로 삼니움으로 돌아왔다. 한편, 삼니움인들은 새로운 병력을 모아 캄파니아의 로마 영토와 동맹국들을 습격했다. 볼룸니우스는 습격을 격퇴했다. 그러나 에트루리아인들이 무장하고 삼니움인들(겔리우스 에그나티우스 지휘하)과 움브리아인들을 로마인들에 대한 대규모 반란에 합류하도록 초청했다는 소식 때문에 로마는 경계했다. 또한 갈리아인들에게 막대한 금액이 제안되었다는 보고에 이어 이 네 민족 간의 실제 연합이 있었으며 "거대한 갈리아 군대"가 있었다는 보고도 있었다.
로마가 이처럼 거대한 연합군에 맞서야 했던 것은 처음이었다. 최고의 군사 지휘관 두 명인 퀸투스 파비우스 막시무스 룰리아누스와 푸블리우스 데키우스 무스는 다시 집정관으로 선출되었다(기원전 295년). 그들은 에트루리아에서 네 개의 군단과 많은 수의 동맹 보병 및 기병(1,000명의 캄파니아 병사가 언급됨)을 이끌고 총 40,000명의 병력으로 전쟁을 시작했다. 동맹국들은 훨씬 더 큰 군대를 편성했다. 루키우스 볼룸니우스의 지휘권은 삼니움에서 두 개의 군단으로 전쟁을 계속하기 위해 1년 연장되었다. 티투스 리비우스는 그가 그렇게 큰 병력을 이끌고 그곳으로 간 것이 삼니움인들이 삼니움에서 로마군의 습격에 대응하고 에트루리아에 병력 배치를 제한하도록 강제하는 기만 전략의 일부였을 것이라고 생각했다. 대리재무관들이 이끄는 두 개의 예비 병력은 팔리스키 지구와 바티칸 언덕 근처에 주둔하여 로마를 보호했다.
에트루리아인, 삼니움인, 움브리아인들은 아펜니노 산맥을 넘어 센티눔에 접근했다. 그들의 계획은 삼니움인과 세노네스족이 로마군과 교전하고, 에트루리아인과 움브리아인들이 전투 중에 로마 진영을 점령하는 것이었다. 클루시움에서 온 탈영병들이 퀸투스 파비우스에게 이 계획을 알렸다. 집정관은 팔레리이와 바티칸에 있는 군단에게 클루시움으로 진군하여 또 다른 기만 전략으로 그 영토를 황폐화시키라고 명령했다. 이 전략은 에트루리아인들을 센티눔에서 자신들의 영토를 방어하도록 유인하는 데 성공했다. 리비우스는 그들이 떠남으로써 두 적군이 너무 균형을 이루어 에트루리아인과 움브리아인들이 존재했다면 로마인들에게는 재앙이었을 것이라고 생각했다. 대리재무관 그나이우스 풀비우스는 에트루리아인들을 격파했다. 페루시아와 클루시움은 최대 3,000명의 병력을 잃었다.

## 전투
두 군대는 센티눔 평원에 도착했지만, 이틀 동안 전투를 기다렸다. 마침내 병사들의 열정을 통제할 수 없게 되자 로마인들이 공격했다. 세노네스족은 오른쪽에, 삼니움인들은 왼쪽에 섰다. 로마군 측에서는 퀸투스 파비우스가 오른쪽을 지휘했고, 푸블리우스 데키우스가 왼쪽을 지휘했다.
퀸투스 파비우스는 방어적으로 싸워 전투를 지구력 싸움으로 만들고 적이 지치기를 기다렸다. 푸블리우스 데키우스는 더 공격적으로 싸웠고 기병 돌격을 명령하여 세노네스 기병을 두 번이나 물리쳤다. 두 번째 돌격에서 그들은 적 보병에 도달했지만, 세노네스 전차의 반격을 받고 격퇴되었다. 데키우스 보병의 전열은 전차와 세노네스 보병에 의해 뚫렸다.
푸블리우스 데키우스는 데보티오를 행하기로 결심하고, 신들에게 기도하며 적진으로 돌진하여, 마치 기원전 340년 베수비오 전투에서 그의 아버지가 했던 것처럼, 자신의 병사들이 곤경에 처했을 때 스스로를 희생했다. 이 행위는 퀸투스 파비우스가 돕기 위해 불러들인 두 개의 예비 병력에 의해 강화된 로마 좌익을 격려했다.
오른쪽에서 퀸투스 파비우스는 기병에게 삼니움인들의 측면을 공격하고 보병에게 전진하라고 명령했다. 그리고 다른 예비 병력들을 불러들였다. 삼니움인들은 붕괴되어 세노네스족의 전열을 지나 도망쳤다. 세노네스족은 방패를 앞에 세우고 위에 놓는 테스투도를 형성했다. 퀸투스 파비우스는 500명의 캄파니아 창병에게 뒤에서 공격하고, 군단의 중앙 전열과 다른 기병 부대의 공격과 결합하여 공격하라고 명령했다. 한편, 퀸투스 파비우스와 나머지 군대는 삼니움 진영을 급습하여 세노네스족의 퇴각로를 차단했다. 세노네스족은 격파되어 리비우스에 따르면 20,000명의 병력을 잃었고, 로마군은 8,700명의 병력을 잃었다.

## 여파
리비우스는 일부 작가들(그들의 작품은 소실되었다)이 전투의 규모를 과장했다고 언급했다. 움브리아인들도 참가하여 적의 보병이 60,000명, 기병이 40,000명, 전차가 1,000대였다고 말했으며, 루키우스 볼룸니우스와 그의 두 군단도 전투에 참여했다고 주장했다. 리비우스는 루키우스 볼룸니우스는 대신 삼니움 전선을 지키고 있었으며 티페르누스 산 근처에서 삼니움군을 격파했다고 말했다. 전투 후 5,000명의 삼니움인들은 센티눔에서 파엘리그니족의 땅을 지나 고향으로 돌아왔다. 현지인들이 그들을 공격하여 1,000명을 죽였다. 퀸투스 파비우스는 에트루리아를 지키도록 푸블리우스 데키우스의 군대를 남겨두고 로마로 가서 승전 기념식을 거행했다. 에트루리아에서는 페루시니족이 전쟁을 계속했다. 아피우스 클라우디우스는 대리재무관으로서 푸블리우스 데키우스의 군대를 이끌도록 파견되었고, 퀸투스 파비우스는 페루시니족과 대결하여 그들을 물리쳤다. 삼니움인들은 리리스 강(포르미아와 베스시아)과 볼투르누스 강 주변 지역을 공격했다. 그들은 아피우스 클라우디우스와 루키우스 볼룸니우스의 추격을 받았다. 그들은 병력을 합쳐 카푸아 근처 카이아티아 근처에서 그들을 격파했다.
로마의 승리는 그들이 격파한 연합을 해체시켰다. 에트루리아인, 움브리아인, 세노네스 갈리아인들은 전쟁에서 철수했다. 삼니움인들은 동맹을 잃었을 뿐만 아니라 막대한 사상자를 냈다. 로마인들은 삼니움인들과의 다른 전투에서도 승리했다. 5년 후에 끝난 전쟁의 마지막 단계에서 로마인들은 삼니움을 황폐화시켰고 삼니움인들은 항복했다. 로마는 이탈리아 중부의 대부분과 이탈리아 남부의 일부를 장악했다.

## 내용주
1. ↑  Livy, The History of Rome, 10.16
2. ↑  Livy, The History or Rome, 10.18-19
3. ↑  Livy, The History of Rome, 10.21.1-2, 12-14
4. ↑  Livy, The History of Rome, 10.22.2-5; 22.9; 25.4-12; 26.4,14-15
5. ↑  Livy, The History of Rome, 10.27, 30
6. ↑  Livy, The History of Rome 10.28-29
7. ↑  Livy, The History of Rome, 10.27, 31

## 참고 문헌
Livy, Rome's Italian Wars: Books 6-10 (Oxford's World's Classics). Oxford University Press, 2013, ISBN 978-0199564859
Scullard, H.H. A History of the Roman World 753–146.